# Bellucia subandina
Bellucia subandina är en tvåhjärtbladig växtart som först beskrevs av John Julius Wurdack, och fick sitt nu gällande namn av Penneys, Michelangeli, Judd och Frank Almeda. Bellucia subandina ingår i släktet Bellucia och familjen Melastomataceae. Inga underarter finns listade i Catalogue of Life.